# Montesquieu-Volvestre
Montesquieu-Volvestre is een gemeente in het Franse departement Haute-Garonne (regio Occitanie). De plaats maakt deel uit van het arrondissement Muret. Montesquieu-Volvestre telde op 1 januari 2022 3.083 inwoners.

## Geografie
De oppervlakte van Montesquieu-Volvestre bedroeg op 1 januari 2022 59,82 vierkante kilometer; de bevolkingsdichtheid was toen 51,5 inwoners per km².

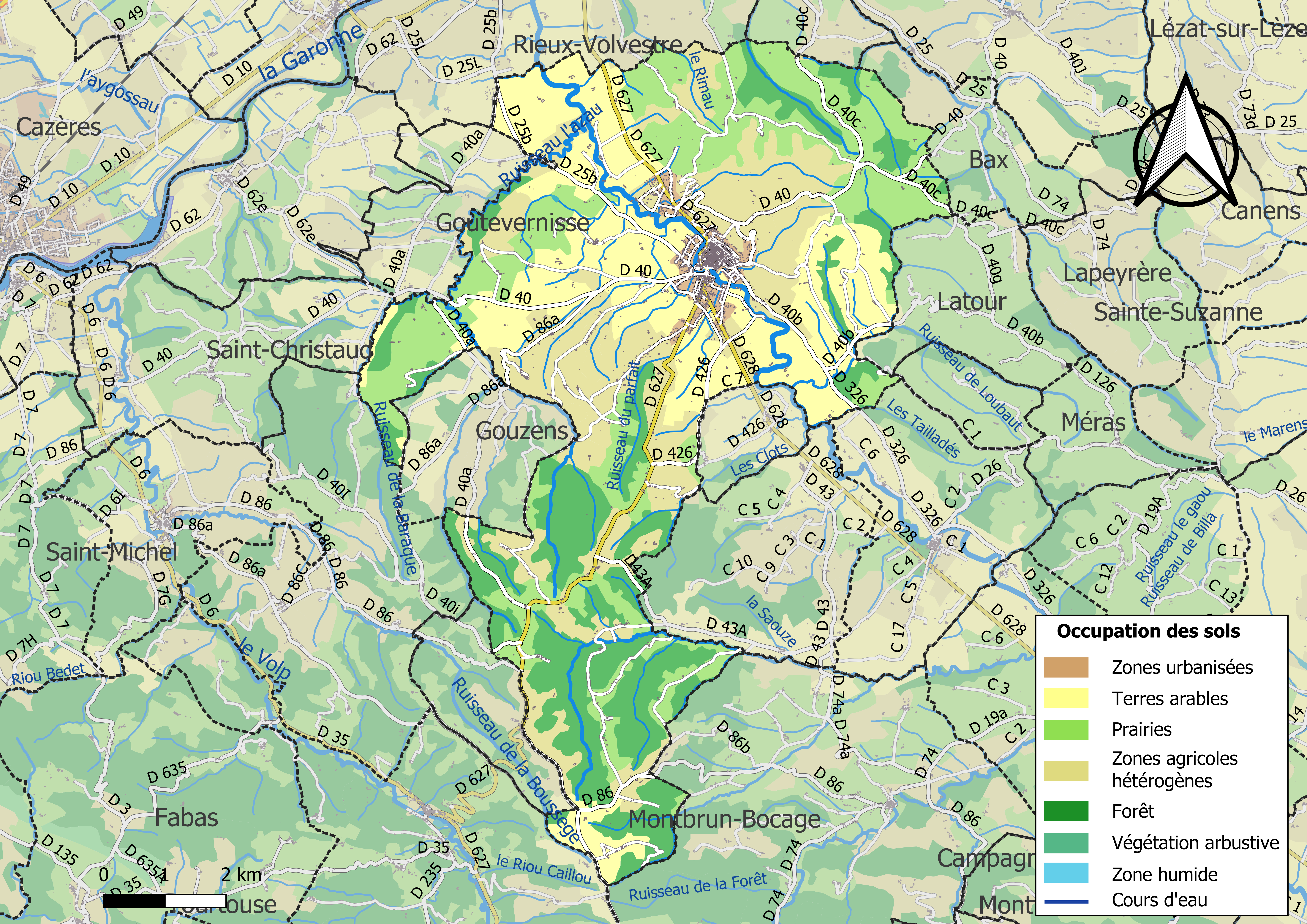
Kaart van de gemeente met belangrijkste infrastructuur, bodemgebruik en omliggende gemeenten

## Demografie
De figuur toont het verloop van het inwonertal (bron: INSEE-tellingen).